# キロフスク (ムルマンスク州)
座標: 北緯67度37分 東経33度39分 / 北緯67.617度 東経33.650度

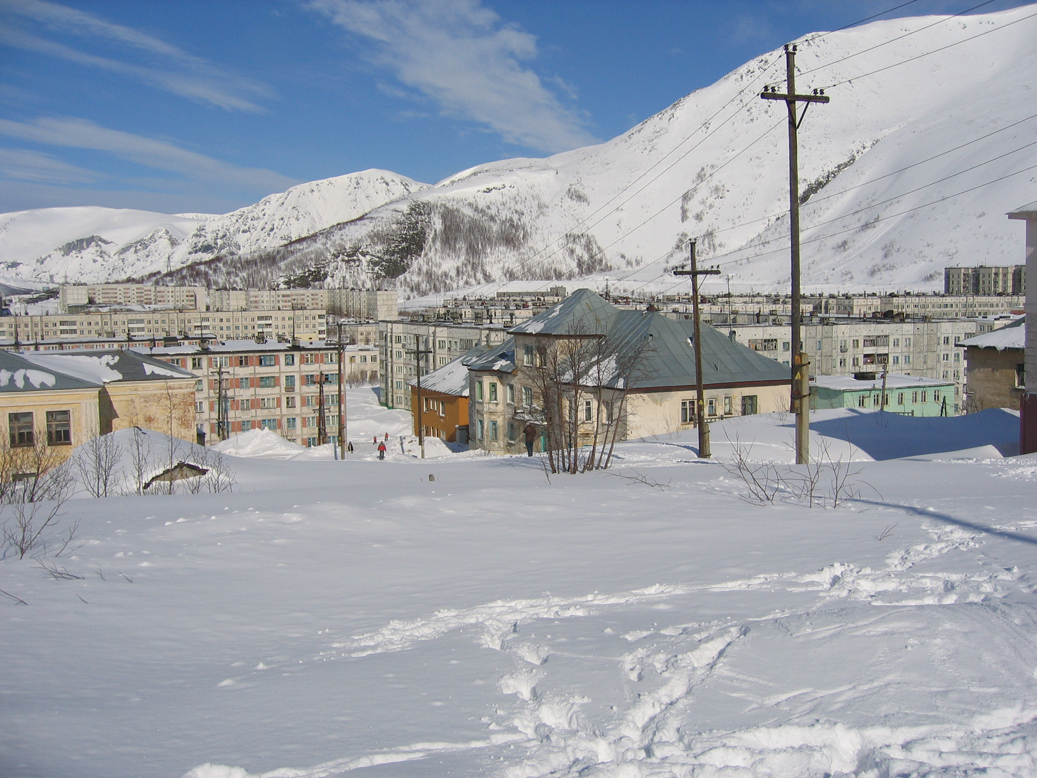
キロフスク市街（2007年）

キロフスク（ロシア語: Кировск、ラテン文字転写：Kirovsk）は、ロシア連邦・ムルマンスク州の町。人口は2万4857人（2021年時点）。州都ムルマンスクから南に205キロメートル。最寄りの街は西へ23キロメートルのアパチートゥイ。コラ半島の南部、ヒビヌイ山脈がイマンドラ湖の東側に突き出した位置にある。
町の名は革命家セルゲイ・キーロフにちなんで名づけられたものである。1931年から1934年まではヒビノゴルスク（Хибиногорск, Khibinogorsk）と呼ばれていた。
1920年代にこの地に燐灰石の鉱床が発見され、1929年から採掘が始められた。現在は多くの工場が稼動している。

## 交通
隣接するアパチートゥイとの間にヒビーヌイ空港があり、モスクワとサンクトペテルブルクへ直行便が運航されている。

## 姉妹都市
- トルニオ、フィンランド
- ハーシュタ、ノルウェー
- イェリヴァーレ、スウェーデン